# Cmentarz prawosławny w Sławatyczach
Cmentarz prawosławny w Sławatyczach – nekropolia wyznania prawosławnego w Sławatyczach, administrowana przez miejscową parafię prawosławną.
Cmentarz powstał najpóźniej w XIX w. Na jego terenie zachowały się cztery nagrobki z II połowy XX wieku i łącznie jedenaście sprzed II wojny światowej. Ponadto na cmentarzu znajduje się nagrobek nieznanego żołnierza polskiego poległego we wrześniu 1939.